# International Authority Database
 La International Authority Database (IAD) és una base de dades que mesura el grau d'autoritat de les organitzacions internacionals sobre els estats a partir de com aquestes exerceixen set funcions polítiques: l'establiment d'agenda, l'elaboració de normes, la seva interpretació, seguiment, aplicació i avaluació, així com la generació de coneixement. La base de dades compta amb una mostra de trenta-quatre organitzacions internacionals i més de dues-centes institucions analitzades durant el període de 1920–2013.
La IAD mostra com les organitzacions internacionals han anat augmentant el seu poder polític al llarg del temps. Destaquen dos períodes de fort augment, al final de la Segona Guerra Mundial i al final de la Guerra Freda. En el primer període, el creixement va ser impulsat per la fundació de noves organitzacions, com les Nacions Unides, les institucions de Bretton Woods o les Comunitates Europees, mentre que en el segon període, el creixement es va caracteritzar per un aprofundiment de les autoritats existents.